# Grumolo delle Abbadesse
Grumolo delle Abbadesse (Grùmoło /ˈɡru.mo.e̯o/ o Grùmolo /ˈɡru.mo.lo/ in veneto) è un comune italiano di 3 885 abitanti della provincia di Vicenza in Veneto.

## Origini del nome
Il nome del Comune deriva dal latino grumŭlus, diminutivo di grumus "mucchio di terra", "colle".
Il predicativo "delle Abbadesse" ricorda che un tempo la località veniva amministrata dalle monache benedettine del monastero di San Pietro di Vicenza.

## Storia

### Medioevo
Non è rimasto nessun documento che attesti l'esistenza a Grumolo di un castello, che tuttavia esisteva di sicuro, perché risulta annoverato tra quelli vescovili che il diploma imperiale di Ottone III dell'anno 1000 esentava dalla tassa del fodro.
Secondo la tradizione riferita dal Maccà, l'antico castello si trovava nel sito dell'attuale chiesa parrocchiale.
Nel 1004 il vescovo Liudigerio concesse all'abbazia delle monache benedettine di San Pietro di Vicenza plebem de Grumolo cum omnibus decimis et nominative quartesium ipsius ville… Insuper villam quae adiacet predictae plebi de Grumolo et silvam que ad ipsam villam pertinet. All'abbazia si deve la bonifica dei terreni, il prosciugamento delle paludi e la costruzione dei canali.
L'antica pieve di Santa Maria comprendeva le cappelle, successivamente evolutesi in chiese parrocchiali, dei Santi Gervasio e Protasio di Torri di Quartesolo, di San Martino di Lerino, di Santa Maria di Marola, di San Michele di Sarmego, di San Pietro Intrigogna, di San Michele di Grantortino, di Santa Maria di Casale di Settecà e quella di San Zenone di Rasega. La chiesa era collegiata e la giurisdizione delle monache benedettine durò fino al 1797, con la caduta della Repubblica veneta e l'arrivo delle truppe napoleoniche.
Verso la metà del Trecento, durante la signoria scaligera, il territorio di Grumolo fu sottoposto, sotto l'aspetto amministrativo, al Vicariato civile di Camisano e tale rimase, anche sotto la dominazione veneziana, sino alla fine del XVIII secolo.

### Simboli
Lo stemma e il gonfalone sono stati concessi con decreto del presidente della Repubblica del 15 luglio 1956.
Il gonfalone è un drappo di azzurro.

## Monumenti e luoghi d'interesse

### Architetture religiose
- Chiesa parrocchiale di Santa Maria Assunta, a Grumolo

Nel corso dei secoli la chiesa venne ricostruita una prima volta negli anni 1220-1250, restaurata nel 1551, allungata e innalzata nel 1836, restaurata integralmente assieme al campanile, tra il 2007 e il 2011.
- Chiesa parrocchiale di San Michele Arcangelo, a Sarmego

Restaurata e ampliata nel 1856, conserva una Madonna col Bambino in trono e i due san Giovanni, opera firmata di Bartolomeo Montagna e la Pietà, un gruppo di sette grandi figure di terracotta dipinta risalente ai secoli XV-XVI. Anche questa chiesa è stata restaurata da pochi anni.
- Chiesa di San Silvestro (XVIII secolo), a Vancimuglio, sulla SR 11 Padana Superiore.
- Chiesetta di San Zeno (sec. VIII-XII-XVII), in località Rasega.

### Architetture civili
A Grumolo:
- Villa Canal, 45.511274°N 11.657815°E

Dimora seicentesca di ispirazione palladiana, costruita come residenza estiva della famiglia patrizia veneziana Badoer - Canal, nella campagna vicentina tra le risaie e le rogge di risorgiva.
Viene oggigiorno utilizzata stabilmente come location per feste, convention, matrimoni.
In frazione Vancimuglio si trovano:
- Villa Chiericati Da Porto Rigo, del XVI secolo su probabile progetto di Andrea Palladio (1550)
- Villa Lioy, accanto alla precedente. Costruita nell'Ottocento in forme neoclassiche

Nella frazione di Sarmego vi sono altre ville:
- Villa Godi Piovene, 45.498724°N 11.664939°E

Edificata nel 1597, su disegno dell'architetto Vincenzo Scamozzi, con annessa cappella gentilizia del XVIII secolo, attribuita ad Antonio Pizzocaro o a Carlo Borella, detta “la Favallina”, dal nome del fossato che si trova di fronte ad essa.
Accessibile direttamente dalla SR 11 Padana Superiore, anche questa villa viene regolarmente utilizzata per cerimonie e feste.
- Villa Fracasso Lampertico, di fine Settecento

## Società

### Evoluzione demografica
Abitanti censiti

## Cultura

### Istruzione
A Grumolo vi sono due scuole dell'infanzia, una a gestione privata nel capoluogo, l'altra nella frazione di Sarmego. A Grumolo si trovano anche una scuola primaria e una scuola secondaria inferiore.
Nel capoluogo vi è anche la Biblioteca civica, che fa parte della rete di biblioteche vicentine.

### Eventi
Durante il terzo fine settimana di settembre di ogni anno, dal venerdì sera al mercoledi sera, a Grumolo delle Abbadesse si tiene la tradizionale e ormai rinomata sagra paesana della "Festa del riso", giunta alla 37ª edizione nel 2024.
Da segnalare anche la Festa della Tagliata, arrivata alla 15ª edizione, che si svolge nel primo fine settimana di luglio, nella frazione di Sarmego.

## Geografia antropica
Frazioni del comune di Grumolo delle Abbadesse sono Sarmego e Vancimuglio.
Altre località o contrade sono: Al Passo, Baruchelle, Bottegon, Ca' Lunga, Case sparse, Giardini, Grezzi, Leopardi, Monteverdi, Nicolin, Ponte del Becco, Ponte Settimo, Rasega, Scuole, Serenissima, Storte.

## Economia
L'economia di Grumolo delle Abbadesse, da secoli centro agricolo, si basa sulla produzione di cereali e foraggi con numerosi allevamenti bovini e suini. Tipica del luogo è la produzione di riso, introdotto dalle monache benedettine fin dal Cinquecento. La varietà di Grumolo - il vialone nano - ha chicchi minuscoli ma la qualità, grazie alla caratteristiche del terreno e delle acque, è eccellente. Questo riso è diventato Presidio Slow Food e prodotto De.Co., sostenuto dalla Regione Veneto.
Le attività industriali, oltre ad alcune importanti aziende operanti nella produzione di attrezzature agricole e del packaging, sono limitate a piccole aziende alimentari, edili e delle confezioni.

## Amministrazione
| Periodo | Periodo   | Primo cittadino | Partito      | Carica  | Note |
| ------- | --------- | --------------- | ------------ | ------- | ---- |
| 2024    | in carica | Andrea Turetta  | lista civica | Sindaco |      |